# Юнканский диалект
Юнканский диалект (кит. трад. 永康話, упр. 永康话, пиньинь Yǒngkāng huà) — это один из диалектов языка У(吴语), относящийся к цзиньхуа-цюйчжоуской группе(金衢片). Диалект распространен в большинстве районов города Юнкан, провинция Чжэцзян.

## Внутреннее разделение
Внутри Юнканского диалекта традиционно выделяют два основных акцента:
- Шанцзяоцян (上角腔, «верхний акцент») - распространён на северо-востоке города Юнкан, в районе посёлка Тансянь (唐先镇),
- Сяцзяоцян (下角腔, «нижний акцент») - доминирует в юго-западной части, включая центральный городской округ (бывший Чэнгуаньчжэнь, 城关镇).

В Шанцзяоцяне отсутствует медиаль -u-, а в Сяцзяоцяне сохраняется медиаль -u-.

## Фонетические особенности
Юнканский диалект обладает рядом отличительных черт в фонетической системе:
- Богатство дифтонгов: В системе гласных наблюдается значительное количество сочетаний гласных звуков (например, [ai], [ia], [ŭa]).
- Исчезновение входящего тона (入声): «Чистые» входящие слоги (清入字)[1] перешли в иньский восходящий тон (阴上), «Мутные» входящие слоги (浊入字)[2] перешли в янский восходящий тон (阳上).
- Двойная система носовых согласных: В ходе исторического развития китайских диалектов носовые начальные согласные (鼻音声母), подвергшиеся фонетическим изменениям, приобрели две различные формы произношения. Эти формы соотносятся с двумя тональными категориями, сформировавшимися на основе звонкости начальных согласных: условно их называют инь-категория (陰) при глухих инициалах, и ян-категория (陽) при звонких инициалах: глухие согласные относились к категории "инь" и произносились с напряжением гортани, а звонкие, имеющие звонкое, мягкое и плавное звучание, — к "ян".

## Инициали[3]
|               |                          |                          | Губно-губные | Губно-зубные | Альвеолярные | Постальвеолярные | Палатальные | Велярные | Глоттальные |
| ------------- | ------------------------ | ------------------------ | ------------ | ------------ | ------------ | ---------------- | ----------- | -------- | ----------- |
| Носовые       | Носовые                  | Носовые                  | m            | –            | n            | –                | ȵ           | ŋ        | –           |
| Взрывной      | Глухой                   | Непридыхательный         | p            | –            | t            | –                | c           | k        | –           |
| Взрывной      | Глухой                   | Придыхательный           | pʰ           | –            | tʰ           | –                | cʰ          | kʰ       | –           |
| Взрывной      | Звонкий непридыхательный | Звонкий непридыхательный | b            | –            | d            | –                | ɟ           | ɡ        | –           |
| Аффрикаты     | Глухой                   | Непридыхательный         | –            | –            | ʦ            | ʨ                | –           | –        | –           |
| Аффрикаты     | Глухой                   | Придыхательный           | –            | –            | ʦʰ           | ʨʰ               | –           | –        | –           |
| Аффрикаты     | Звонкий непридыхательный | Звонкий непридыхательный | –            | –            | ʣ            | ʥ                | –           | –        | –           |
| Щелевые       | Глухой                   | Глухой                   | –            | f            | s            | ɕ                | ç           | –        | h           |
| Щелевые       | Звонкий                  | Звонкий                  | –            | v            | z            | ʑ                | –           | –        | ɦ           |
| Аппроксиманты | Аппроксиманты            | Нелабиализованный        | –            | –            | –            | j                | –           | –        | –           |
| Аппроксиманты | Аппроксиманты            | Лабиализированный        | –            | –            | –            | ɥ                | –           | –        | –           |
| Боковой       | Боковой                  | Боковой                  | l            | –            | –            | –                | –           | –        | –           |

- Нулевая инициаль иногда сопровождается лёгкой гортанной смычкой;
- Слова из группы Shan (山摄)[4] с открытым ртом 3-й и 4-й степени и с закрытым ртом 1-й степени  произносятся с начальным согласным [p];
- Остальные слоги с носовыми финалями в таких словах произносятся с начальным согласным [m], а не [p];
- Слова из группы Shan (山摄) с открытым ртом 4-й степени и с закрытым ртом 1-й степени произносятся с начальным согласным [t];
- Остальные слоги, ранее заканчивавшиеся на носовые инициали, произносятся с начальным согласным [n].

## Финали
В Юнканском диалекте используется 39 финалей, которые можно разделить на несколько категорий:
|                        | Открытый слог | -  | -  | -  | -  | -  | - | -  |
| ---------------------- | ------------- | -- | -- | -- | -- | -- | - | -- |
| Финаль открытого рта   | ɿ             | a  | -  | -  |    | ə  | ɯ | ɯɤ |
| Финаль растянутого рта | i             | ia | ĭᴀ | -  | iᴇ | ĭɜ | - | -  |
| Финаль закрытого рта   | u             | ŭa | uɑ | uo | -  | ŭʌ | - | -  |
| Финаль стянутого рта   | y             | ya | -  | yo | yᴇ | y̆ɜ | - | -  |

|                        | Гласные | Носовые | -   | -   | -   | -   | -   | -   |
| ---------------------- | ------- | ------- | --- | --- | --- | --- | --- | --- |
| Финаль открытого рта   | ai      | ei      |     | au  | əu  | aŋ  | əŋ  | oŋ  |
| Финаль растянутого рта |         |         |     | iau | iəu | iaŋ | iəŋ |     |
| Финаль закрытого рта   | uai     |         | uəi |     |     | uaŋ | uəŋ |     |
| Финаль стянутого рта   |         |         |     |     |     | yaŋ | yəŋ | yoŋ |

В некоторых случаях носовой звук, такой как [ŋ], может выступать в роли самостоятельного слога (鼻音自成音节), без участия гласного.
- В финали ŭa звук ŭ произносится с естественной (нейтральной) губной позицией, тогда как в финали uɑ губы при u более округлённые. Между ŭa и uɑ наблюдается тенденция к смешению в произношении.
- В финали uo губы при o немного растянуты в стороны, а в финали ŭʌ звук ŭ также произносится с естественной губной позицией.